# Picknick (album av Cajsa Stina Åkerström)
Picknick är ett musikalbum från 2002 med den svenska vissångaren CajsaStina Åkerström.

## Låtlista
All musik och alla texter är skrivna av CajsaStina Åkerström.
1. Enkel resa - 4:25
2. Allt är relativt - 2:52
3. Härlig dag - 4:20
4. Picknick - 4:41
5. Någon däruppe - 4:09
6. Feber - 4:38
7. Som vanligt	- 3:33
8. Dit tanken bär - 4:04
9. Flugan i rummet - 3:22
10. Tid - 2:24
11. Himmel över dig - 3:28
12. Outro – 1:59

## Medverkande
- CajsaStina Åkerström – sång
- Johan Norberg - gitarr, mellotron
- Per Lindvall - trummor
- Sven Lindvall – bas
- Andreas Landegren – piano
- Goran Kajfes - trumpet

## Listplaceringar
| Lista (2002) | Topplacering |
| ------------ | ------------ |
| Sverige      | 26           |